# Лесковець (Ново Место)
Лесковець (словен. Leskovec) — поселення в общині Ново Место, регіон Південно-Східна Словенія, Словенія.